# Jean-Marc Fabre
Pour les articles homonymes, voir Fabre.
Jean-Marc Fabre est un chef opérateur français né le 7 juin 1964. Il est également réalisateur et dirige la société Guns and Knives Productions.

## Filmographie

### Chef opérateur
- 1988 : Mon cher sujet de Anne-Marie Miéville
- 1989 : Blind Alley d'Emmanuel Salinger (court-métrage)
- 1989 : Dis-moi oui, dis-moi non de Noémie Lvovsky (court-métrage)
- 1990 : Hors saison de Frédéric Balekdjian (court-métrage)
- 1990 : Embrasse-moi (film, 1990) de Noémie Lvovsky (court-métrage)
- 1991 : Sans rires (court-métrage) de Mathieu Amalric
- 1991 : Cendrillon 90 de Christine Dory
- 1991 : Canti de Manuel Pradal
- 1991 : Le Ciel de Paris de Michel Béna
- 1992 : La Maison verte  de Sylvie Verheyde (court-métrage)
- 1993 : Moi Ivan, toi Abraham de Yolande Zauberman
- 1993 : Sauve-toi (également réalisateur)
- 1994 : Les Vampes de Brigitte Coscas (court-métrage)
- 1994 : Oublie-moi de Noémie Lvovsky
- 1995 : L'Âge des possibles de Pascale Ferran
- 1995 : Le Plus Bel Âge de Didier Haudepin
- 1996 : Un héros très discret de Jacques Audiard
- 1996 : L'@mour est à réinventer, dix histoires d'amours au temps du sida : épisode « Ded@ns » de Marion Vernoux (série télévisée)
- 1998 : Tokyo Eyes de Jean-Pierre Limosin
- 1998 : La fille d'un soldat ne pleure jamais (A Soldier's Daughter Never Cries) de James Ivory
- 1999 : Cinéma, de notre temps : épisode « Takeshi Kitano, l'imprévisible » de Jean-Pierre Limosin (série télévisée)
- 2000 : Nag la bombe de Jean-Louis Milesi
- 2000 : Fast Food, Fast Women de Amos Kollek
- 2000 : Le Secret de Virginie Wagon
- 2000 : Les Blessures assassines de Jean-Pierre Denis
- 2001 : Trois huit de Philippe Le Guay
- 2001 : Nous deux de Christophe Honoré
- 2001 : Comment j'ai tué mon père d'Anne Fontaine
- 2002 : L'Adversaire de Nicole Garcia
- 2003 : Les Sentiments de Noémie Lvovsky
- 2003 : Nathalie... d'Anne Fontaine
- 2004 : Je suis votre homme de Danièle Dubroux
- 2004 : Pédale dure de Gabriel Aghion
- 2005 : Lemming de Dominik Moll
- 2006 : Fauteuils d'orchestre de Danièle Thompson
- 2007 : Les Insoumis de Claude-Michel Rome
- 2007 : Chien errant de Pascal Sennequier (court-métrage)
- 2007 : Une journée de Jacob Berger
- 2007 : Faut que ça danse ! de Noémie Lvovsky
- 2007 : Les Murs porteurs de Cyril Gelblat
- 2009 : Le code a changé de Danièle Thompson
- 2010 : Un balcon sur la mer de Nicole Garcia
- 2011 : Mon pire cauchemar d'Anne Fontaine
- 2012 : Cornouaille d'Anne Le Ny
- 2012 : Camille redouble de Noémie Lvovsky
- 2020 : Vaurien de Peter Dourountzis
- 2023 : La Fille d'Albino Rodrigue de Christine Dory
- 2024 : Les Boules de Noël d'Alexandra Leclère

### Photographe
- 2015 : Le Grand Partage de Alexandra Leclère

### Directeur de la photographie
- 2013 : Des gens qui s'embrassent de Danièle Thompson
- 2014 : Valentin Valentin de Pascal Thomas

### Réalisateur
- 1993 : Sauve-toi
- 2007 : Beluga, avec Szymon Zaleski, Mélanie Laurent et Marc Barbé